# BRAND-NEW
『BRAND-NEW』（ブランニュー）は、岡村孝子の通算11枚目のオリジナル・アルバム。1996年2月19日発売。発売元はeast west japan。

## 解説
前作『SWEET HEARTS』より、およそ1年半ぶりに発売されたスタジオ・アルバム。
当時、最長ブランクを経てのオリジナル作品リリースとなった。
ファンハウスからeast west japanへレコード会社を移籍しての第1作となる。
収録曲のうち「Winter Story」が先行して23枚目のシングルとしてリリースされた。当楽曲は、テレビ朝日の昼番組『キンキンのとことん好奇心』のエンディング・テーマに起用された。カップリング曲も同じく収録曲の「Brand-new Days」。この曲はアルバム・タイトルが楽曲名に織り込まれているが本アルバムの「核」となる曲というわけではない、と当時のインタビューで語っている。
TBS系テレビアニメ『少年サンタの大冒険!』オープニングおよびエンディング・テーマに起用された「いつも心に太陽を」「愛という名の翼」が、同年5月20日にシングルカットされた。その際、新たにミキシングされている。
NHK "アジア大会 広島" のイメージ・ソングとなった21枚目のシングル「ヒロイン 〜あの日の涙を忘れない〜」がオリジナル・アルバムに初収録となった。シングルは前レコード会社からのリリースであった関係上、「アルバム・ヴァージョン」という形で収められている（ただし、大きな変化はない）。
あっという間に歌詞が書けたと、雑誌『FM STATION』で語られた「オリジナルな二人」は、翌1997年5月20日発売25枚目のシングル「明日の幸せ」のカップリング曲に選ばれたほか、2001年8月29日発売27枚目のシングル「Time and again」のカップリングでは「明日の風」がリミックスされた上で収録された。これらのリカットが重なり、結果的にシングル関連曲が多く収録されたアルバムとなっている。
本アルバムのコンサート・ツアーは開催されなかった。
当時の岡村個人の話題は、石井浩郎との婚約を公に発表したことが挙げられる（1997年結婚、2003年離婚）。

## 収録曲
全作詞・作曲: 岡村孝子
編曲: 萩田光雄 M-1・2・4・6 、清水信之 M-3・5 、海老原真二 M-7・8・9・10
1. Winter Story（4:46）
  - 23rdシングルで、テレビ朝日系『キンキンのとことん好奇心』エンディング・テーマ。
2. Single Life（5:16）
3. オリジナルな二人（4:23）
  - 25thシングル「明日の幸せ」のカップリング曲。
4. 明日の風（5:24）
  - 27thシングル「Time and again」のカップリング曲。
5. 思い出に変わる時（4:05）
6. ホームタウン（5:10）
  - 女性が男性を自分の故郷[4]へ連れて行く歌詞に仕上がり、自分でも驚いたという（本人談）。
7. Brand-new Days（4:58）
  - 23rdシングル「Winter Story」のカップリング曲。
8. いつも心に太陽を（5:14）
  - 24thシングル。
  - TBS系アニメ『少年サンタの大冒険!』オープニング・テーマ。
9. 愛という名の翼（5:03）
  - 24thシングル「いつも心に太陽を」のカップリング曲。
  - TBS系アニメ『少年サンタの大冒険!』エンディング・テーマ。
10. ヒロイン 〜あの日の涙を忘れない〜（Album Version）（4:21）
  - 21stシングルで、NHK "アジア大会 広島" イメージ・ソング。

## 関連作品
- Winter Story
  - After Tone IV
  - DO MY BEST
- オリジナルな二人
  - After Tone IV
- 明日の風
  - After Tone IV
- 愛という名の翼
  - After Tone IV
  - DO MY BEST
- ヒロイン 〜あの日の涙を忘れない〜
  - HISTOIRE
  - After Tone IV
  - TOY BOX